# Herbertia zebrina
Herbertia zebrina är en irisväxtart som beskrevs av Leonardo Paz Deble. Herbertia zebrina ingår i släktet Herbertia och familjen irisväxter. Inga underarter finns listade i Catalogue of Life.